# 브루노 발터

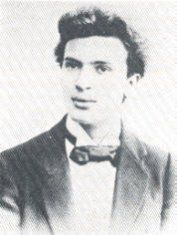
브루노 발터

브루노 발터 슐레징어(Bruno Walter Schlesinger, 1876년 9월 15일 ~ 1962년 2월 17일)는 독일에서 태어난 유태인 지휘자이며 작곡가이다.

## 생애

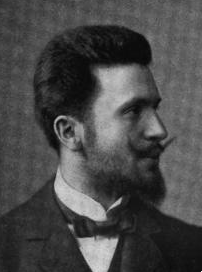
젊은 시절의 브루노 발터

베를린에서 태어났다. 원래 성은 '슐레징어'로, 1896년부터 발터라는 성을 썼으며 1911년 오스트리아 시민이 된다. 베를린의 슈테른 음악원(현재 베를린 예술대학교)에서 공부하고, 쾰른·함부르크 등 각지의 가극장에서 일하였다. 그러던 중 18세였던 1894년 말러와 만나게 되었다. 말러에 심취하면서 그는 말러의 영향에 의한 인기상승도 곁들여서 점차로 두각을 나타내고, 1901년부터 1912년까지 빈 국립가극장의 지휘자로 있게 되었다. 이어 뮌헨 국립가극장, 베를린 시립가극장, 라이프치히 게반트하우스 관현악단 등의 중요한 자리를 역임하여 명성이 매우 높아졌다.
그러나 나치스의 압박에 쫓겨 1934년부터는 파리·런던 등지에서 활약하게 되었다. 1939년 뉴욕 필하모니 교향악단의 지휘자로 취임하면서 미국에 정착한다. 제2차 세계대전이 끝난 후에는 빈 필하모닉을 비롯하여 유럽의 오케스트라에도 객연(客演)할 기회는 있었으나, 레코드 팬들이 바랐던 빈 필하모닉에의 객연에 의한 녹음을 실현하지 못하고 1962년에 캘리포니아주 비벌리힐스의 자택에서 85세로 사망하였다.

## 음악적 성격
발터는 유태인으로, 순수한 독일인다운 중후성과는 다른 몽환적인 연주를 한다는 평을 듣는다. 모차르트의 작품 연주에 뛰어나며, 말러의 작품 연주에도 우수하다는 평가를 받았다.

## 주요 작품
발터는 초창기에만 작품을 썼다. 나중에는 작곡을 포기하고 지휘에만 전념했다. 대표적인 작품은
- 《교향곡 1번》 D단조 (1907년)
- 《교향곡 2번》 E단조 (1910년)
- 교향적 환상곡
- 현악 사중주
- 피아노 오중주
- 바이올린과 피아노를 위한 소나타 A장조
- 노래
- 합창곡

## 저서
- <<주제와 변주>> 자서전[1]
- 《음악과 연주》(이기숙 역, 포노, 2022).
- 《구스타프 말러》(김병화 역, 포노, 2023).